# 6329 Hikonejyo
6329 Hikonejyo eller 1992 EU1 är en asteroid i huvudbältet, som upptäcktes den 12 mars 1992 av den japanske amatörastronomen Atsushi Sugie i Dynic-observatoriet. Den är uppkallad efter Hikone slott i Hikone.
Asteroiden har en diameter på ungefär 5 kilometer.